# Ндувайо, Антуан
Антуан Ндувайо (рунди и фр. Antoine Nduwayo; род. 1942, Бурунди) — бурундийский политический и государственный деятель, премьер-министр Бурунди с 22 февраля 1995 по 31 июля 1996 года.

## Биография
Этнический тутси. Член партии «Союз за национальный прогресс» (УПРОНА). С февраля 1995 по июль 1996года занимал пост премьер-министр Бурунди. На посту премьер-министра пытался спасти Бурунди от кровопролития и прекращения межэтнического противостояния.
Начатый в октябре 2019 года судебный процесс за убийство первого демократически избранного президента Хута, Мельхиора Ндадайе 19 октября 2020 года вынес приговор за два дня до годовщины убийства Мельхиора (21 октября 1993 г.).
Бывший президент Бурунди Пьер Буйоя и ещё пятнадцать подсудимых были приговорены к пожизненному заключению за «нападение на главу государства, нападение на авторитет государства и попытку привести к резне и разрухе» и к штрафу в 102 миллиарда бурундийских франков. Ещё трое фигурантов дела были приговорены к 20 годам лишения свободы. Бурундийское правосудие оправдало лишь одного из обвиняемых, Антуана Ндувайо, бывшего премьер-министра (февраль 1995 — июль 1996), члена Союза национального прогресса (УПРОНА).